# Polypogon elongatus x interruptus
Polypogon elongatus x interruptus là một loài thực vật có hoa trong họ Hòa thảo. Loài này được miêu tả khoa học đầu tiên.

## Hình ảnh

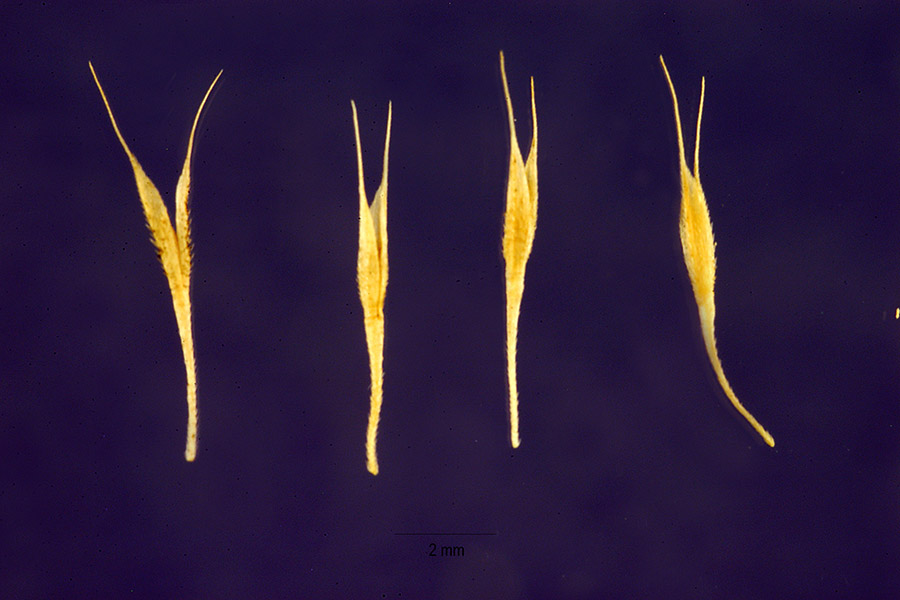